# The Fold
The Fold è un gruppo musicale indie rock statunitense, formatosi a Chicago nel 2002. È conosciuto soprattutto per le canzoni scritte riguardanti le stagioni della serie Ninjago.

## Formazione
Membri attuali
- Daniel Castady - voce, chitarra
- George Castady - chitarra
- Matt Pittman - basso
- Mark Rhoades - batteria

Ex componenti
- Mike Stanzione - batteria
- Keith Mochel - basso
- Aaron Green - chitarra

## Discografia

### Album in studio
- 2003 - Not of This World
- 2006 - This Too Shall Pass
- 2007 - Secrets Keep You Sick
- 2009 - Dear Future, Come Get Me
- 2013 - Moving Past

### Raccolte
- 2004 - Rarities
- 2012 - For the Spinners, Vol. 1

### EP
- 2002 - Feeling Like Failure Now
- 2008 - Stargazer EP